# Pirámides de Pantiacolla

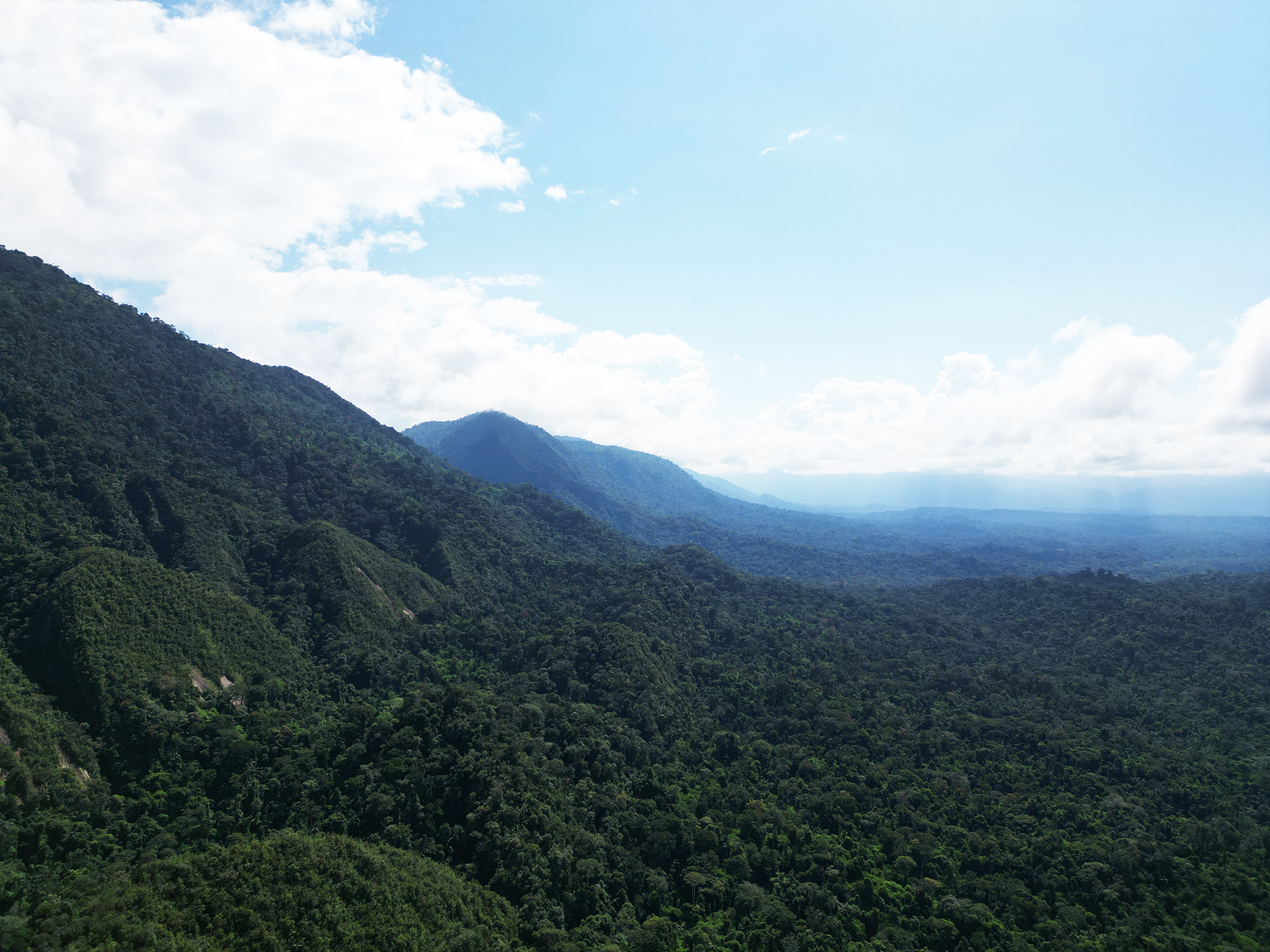
PIRAMIDES DE PARATOARI

Las Pirámides de Pantiacolla, también comúnmente llamadas las Pirámides de Paratoari, es un conjunto de 12 montículos, de aproximadamente 150 metros de altura, situadas en el margen izquierdo del Río Madre de Dios. 

## Ubicación
Son montículos simétricos situados entre la quebrada Inchipato y el río Paolotoa Chico (también denominado río Negro), afluentes del río Madre de Dios en el departamento peruano del Madre de Dios.

## Descubrimiento
La primera referencia a este nombre "Paratoari" la hace Carlos Neuenschwander Landa, relatando la expedición de un explorador llamado Dionisio Vargas, a las llamadas pirámides de Paratoari , esta expedición se efectuó en la década de 1930.
Fueron identificadas inicialmente por Rolando Zlatar Stambuk, miembro del grupo de investigación INIARA, al verlas en unas imágenes tomadas por el satélite de la NASA C-S11-32W071-03 en 1976.

## Exploraciones
El primer hombre no indígena que se acercó a las pirámides fue el explorador japonés Sekino, pero no fue capaz de llegar a esas formaciones. 
En agosto de 1996 el explorador estadounidense Gregory Deyermenjian fue el primer occidental en llegar a las pirámides en un viaje con Paulino Mamani, Dante Núñez del Prado, Fernando Neuenschwander, Ignacio Mamani, el Machiguenga "Roberto" su esposa "Grenci" y la niña "Reina".
En los años (1998 y 1999), se efectuaron las expediciones de G. Cope Schellhorn y Santiago Yábar, estas se enfocaron principalmente en el extremo norte de las llamadas pirámides de Paratoari, siendo el descubrimiento mas remarcable, unos petroglifos practicados en una roca de gran tamaño, como se pudo evidenciar posteriormente, dicha roca al estar ubicada en el cauce de un rio Ichipato fue movida o sepultada por un derrumbe.
Recientemente, Virgilio Yábar condujo varias expediciones a las pirámides de Paratoari, durante los años (2019, 2021, 2022, 2023), el reporta la existencia de ruinas, petroglifos y geoglifos nunca antes reportados en el área de las pirámides de Paratoari, en adición, Virgilio Yábar plantea una nueva localización de la meseta del Pantiacolla esto basado en la revisión de un antiguo mapa elaborado por  Herman Göhring  el año de 1873.